# Stede Broec

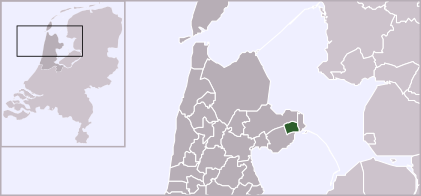
Stede Broecs läge

Stede Broec är en kommun i provinsen Noord-Holland i Nederländerna. Kommunens totala area är 16,42 km² (där 1,65 km² är vatten) och invånarantalet är på 21 509 invånare (2005).